# Liste der Kulturdenkmale in Lindenthal (Leipzig)
Die Liste der Kulturdenkmale in Lindenthal (Leipzig) enthält die Kulturdenkmale des Leipziger Stadtteils Lindenthal, die in der Denkmalliste vom Landesamt für Denkmalpflege Sachsen mit Stand 2017 erfasst wurden.

## Legende
- Bild: Bild des Kulturdenkmals, ggf. zusätzlich mit einem Link zu weiteren Fotos des Kulturdenkmals im Medienarchiv Wikimedia Commons. Wenn man auf das Kamerasymbol klickt, können Fotos zu Kulturdenkmalen aus dieser Liste hochgeladen werden:
- Bezeichnung: Denkmalgeschützte Objekte und ggf. Bauwerksname des Kulturdenkmals
- Lage: Straßenname und Hausnummer oder Flurstücknummer des Kulturdenkmals. Die Grundsortierung der Liste erfolgt nach dieser Adresse. Der Link (Karte) führt zu verschiedenen Kartendiensten mit der Position des Kulturdenkmals. Fehlt dieser Link, wurden die Koordinaten noch nicht eingetragen. Sind diese bekannt, können sie über ein Tool mit einer Kartenansicht einfach nachgetragen werden. In dieser Kartenansicht sind Kulturdenkmale ohne Koordinaten mit einem roten bzw. orangen Marker dargestellt und können durch Verschieben auf die richtige Position in der Karte mit Koordinaten versehen werden. Kulturdenkmale ohne Bild sind an einem blauen bzw. roten Marker erkennbar.
- Datierung: Baubeginn, Fertigstellung, Datum der Erstnennung oder grobe zeitliche Einordnung entsprechend des Eintrags in der sächsischen Denkmaldatenbank
- Beschreibung: Kurzcharakteristik des Kulturdenkmals entsprechend des Eintrags in der sächsischen Denkmaldatenbank, ggf. ergänzt durch die dort nur selten veröffentlichten Erfassungstexte oder zusätzliche Informationen
- ID: Vom Landesamt für Denkmalpflege Sachsen vergebene, das Kulturdenkmal eindeutig identifizierende Objekt-Nummer. Der Link führt zum PDF-Denkmaldokument des Landesamtes für Denkmalpflege Sachsen. Bei ehemaligen Kulturdenkmalen können die Objektnummern unbekannt sein und deshalb fehlen bzw. die Links von aus der Datenbank entfernten Objektnummern ins Leere führen. Ein ggf. vorhandenes Icon  führt zu den Angaben des Kulturdenkmals bei Wikidata.

## Liste der Kulturdenkmale in Lindenthal
| Bild                                    | Bezeichnung | Lage                                                                             | Datierung                                                            | Beschreibung | ID       |
| --------------------------------------- | --- | -------------------------------------------------------------------------------- | -------------------------------------------------------------------- | --- | -------- |
| Weitere Bilder                          | Deutsche Bahn AG; Bahnbetriebswerk Leipzig-Wahren (ehem.): Bahnbetriebswerk mit zwei Lokschuppen und Drehscheiben, mit zwei Wassertürmen, ehemals zwei Wasserkränen (seit August 2007 in Bielefeld), Verwaltungsgebäude (auch als eigentliches Bahnbetriebswerk bezeichnet), Gebäude der Lokleitung, Starkstrommeisterei (früher Kraftwerksgebäude) und dem sogenannten Basa-Gebäude | (Karte)                                                                          | 1905–1906 (Bahnbetriebsanlage), 1904 (Wasserturm), 1916 (Wasserturm) | zwei Wassertürme der Bauart Barkhausen, verkehrs- und technikgeschichtliches Denkmal von herausragender Bedeutung, besonders durch die im Leipziger Raum singulären Wassertürme dieser Bauart von großer Relevanz | 09257045 |
| Weitere Bilder                          | Apelstein Nr. 46 (V) | An der Hufschmiede (Karte)                                                       | Kopie 1938 (Gedenkstein), erneute Kopie 1988 (Gedenkstein)           | in Nähe der Lindenthaler Windmühle, dort heute Kopie von 1988, Originalstein am Torhaus Dölitz (Helenenstraße 24) im Ortsteil Dölitz-Dösen, Gedenkstein zur Erinnerung an die Kämpfe der Völkerschlacht bei Leipzig 1813, markiert den Gefechtsstand von General von Blücher vom 16. Oktober, geschichtlich von Bedeutung | 09259152 |
| Weitere Bilder                          | Turmholländer | An der Hufschmiede 11 (Karte)                                                    | 1892 (Mühle), 1945 Aufstockung (Mühle)                               | landschaftsprägende Windmühle, sich nach oben verjüngender Backsteinbau mit Haube, technisches Denkmal, baugeschichtlich und ortsgeschichtlich von Bedeutung Freistehend am Ende des schmalen aber langen Grundstücks stand über Jahrzehnte die Bockwindmühle des Lindenthaler Müllers. An der zur Chaussee von Leipzig nach Landsberg gelegenen Flurstücksseite sollte im Jahr 1870 ein Wohnhaus und ein Seitengebäude für den Windmühlenbesitzer Eduard Werner entstehen. Für Entwurf und Ausführung ist F. Heintze aus Gohlis aktenkundig, auf dem Lageplan wird der „Weg nach der Windmühle“ zur Erläuterung angegeben. Mehrfach erhielten die Gebäude Um-, Aus- und Anbauten. Zudem kamen weitere Wirtschaftsgebäude zur Ausführung. Den angefügten Stall bzw. eine unterkellerte Scheune 1879 veranlasste Windmühlenbesitzer Karl Reimann, ein weiteres Stallgebäude 1888 sein Nachfolger Albert Barth. Dieser stellte 1892 auch den Antrag für eine „massive [Mühle] an Stelle der kürzlich abgebrochenen Bock-Mühle“. Maurermeister B. Hüller (oder Müller) wurde verpflichtet, es unterzeichnete in dessen Auftrag jedoch M. E. Reichardt. Am 19. Oktober kamen Beamte zur Schlussbesichtigung der Holländermühle. Umbauten am Wohnhaus 1921 und 1932 sowie eine Scheunenerweiterung 1927/1928 veranlasste August Eschenhorn. Derselbe beauftragte 1945 Ernst Rennert mit der Aufstockung der Mühle. Der gesamte Wohn- und Gewerbekomplex an der Ortszufahrt wurde im Januar 2000 im Auftrag von Gabriele Eschenhorn abgebrochen. Stehen geblieben ist als weithin sichtbare Landmarke die Windmühle, die um 2012/2013 durch die Familie Reinhold saniert wurde. Eine Anerkennung der Handwerkskammer Leipzig erhielt für ihre Arbeiten die Zimmerei Martin Wernicke aus Kyhna auf der Denkmalmesse 2014. LfD/2014, 2015 | 09259179 |
| Weitere Bilder                          | Denkmal für Gustav Adolf von Schweden, mit Einfriedung, umgebender Freiraumgestaltung und vier Bäumen | Denkmalsallee (Karte)                                                            | 1831 (Gedenkstein)                                                   | alte Ortslage Breitenfeld, Gustav-Adolf-Schlacht bei Breitenfeld am 17. September 1631, bedeutsames militärhistorisches und kirchengeschichtliches Denkmal, Erinnerungswert und Bedeutung für die Volksbildung | 09259124 |
|                                         | Rathaus | Erich-Thiele-Straße 2 (Karte)                                                    | 1921–1922 (Rathaus)                                                  | zeittypischer Putzbau mit Turmuhr, in städtebaulich markanter Lage, ortsgeschichtlich und baugeschichtlich von Bedeutung | 09259140 |
| Direkt Bild zu diesem Denkmal hochladen | Einzeldenkmal der Sachgesamtheit Eisenbahnersiedlung Lindenthal (Obj. 09300244): Mehrfamilienhäuser einer Wohnanlage | Erich-Thiele-Straße 4; 6; 8; 10; 12; 14; 16; 18 (Karte)                          | 1921–1922 (Mehrfamilienwohnhaus)                                     | zeittypische Putzfassade, in geschlossener Straßenzeile erhalten, baugeschichtlich und sozialgeschichtlich von Bedeutung | 09259139 |
| Direkt Bild zu diesem Denkmal hochladen | Sachgesamtheit Eisenbahnersiedlung Lindenthal, bestehend aus Mietshäusern, Doppelmietshäusern und Mietshauszeilen, mit Wohngrün (Vorgärten und Wäschetrockenplätzen sowie weiteren Grünbereichen) als Sachgesamtheitsteile, Kinderheim (Karl-Mannsfeld-Straße 7) und ehemals auch Waschhaus im Quartier Erich-Thiele-Straße/Karl-Marx-Platz (siehe Erich-Thiele-Straße 4, 6, 8, 10, 12, 14, 16, 18 – Obj. 09259139, Erich-Thiele-Straße 20 – Obj. 09306902, Erich-Thiele-Straße 37, 39, 39a, 41, 43 – Obj. 09259200, Karl-Mannsfeld-Straße 1, 2, 3, 5, 6 – Obj. 09259190, Karl-Mannsfeld-Straße 7 – Obj. 09301593, Karl-Mannsfeld-Straße 8, 9, 10, 11, 12, 13 – Obj. 09259194, Karl-Marx-Platz 2 – Obj. 09259201, Karl-Marx-Platz 3 – Obj. 09259202, Lewienstraße 2, 4, 6, 8, 10, 12 – Obj. 09259199, Nagelstraße 1 – Obj. 09306903, Nagelstraße 3, 5, 7, 9 – Obj. 09306904, Pietschkestraße 1, 3, 5, 7, 9, 11, 13, 15, 17, 19 – Obj. 09259189, Pietschkestraße 2 – Obj. 09259185, Pietschkestraße 4, 6 – Obj. 09259186, Pietschkestraße 8, 10 – Obj. 09259187, Pietschkestraße 12, 14 – Obj. 09259188, Rosestraße 5, 7 – Obj. 09259182, Rosestraße 9 – Obj. 09306727, Rosestraße 11 – Obj. 09300237, Rosestraße 13, 15 – Obj. 09259197, Rosestraße 14, 16, 18, 20, 22, 24, 26 – Obj. 09259183, Rosestraße 17 – Obj. 09259198, Rudolf-Breitscheid-Straße 1, 3, 3a, 5, 7 – Obj. 09259203, Rudolf-Breitscheidstraße 6, 8, 10, 12 – Obj. 09259181, Rudolf-Breitscheid-Straße 14, 16, 18, 20, 22 – Obj. 09259184, Weststraße 2 – Obj. 09259195, Weststraße 4, 6, 8, 10, 12, 14 – Obj. 09259196, Wilhelm-Pfennig-Straße 60 – Obj. 09259191, Wilhelm-Pfennig-Straße 61, 63, 65, 67, 69, 71, 73 – Obj. 09259193, Wilhelm-Pfennig-Straße 62, 64, 66, 68, 70, 72, 74 – Obj. 09259192) | Erich-Thiele-Straße 4; 6; 8; 10; 12; 14; 16; 18; 20; 37; 39; 39a; 41; 43 (Karte) | 1907–1934 (Siedlung)                                                 | Siedlung für Eisenbahnbeamten des Güterbahnhofs in Leipzig-Wahren, von sozialgeschichtlicher Bedeutung, interessantes städtebauliches Ensemble | 09300244 |
| Direkt Bild zu diesem Denkmal hochladen | Wohnhaus in offener Bebauung und Vorgarten | Erich-Thiele-Straße 5 (Karte)                                                    | um 1900 (Wohnhaus)                                                   | mit Ladeneinbau, Klinkerfassade, straßenbildprägendes Gebäude, baugeschichtlich von Bedeutung | 09259138 |
| Direkt Bild zu diesem Denkmal hochladen | Einzeldenkmal der Sachgesamtheit Eisenbahnersiedlung Lindenthal (Obj. 09300244): Mehrfamilienhaus einer Wohnanlage | Erich-Thiele-Straße 20 (Karte)                                                   | 1927–1928 (Mehrfamilienwohnhaus)                                     | zeittypische Putzfassade, in geschlossener Straßenzeile erhalten, baugeschichtlich und sozialgeschichtlich von Bedeutung | 09306902 |
| Direkt Bild zu diesem Denkmal hochladen | Einzeldenkmal der Sachgesamtheit Eisenbahnersiedlung Lindenthal (Obj. 09300244): Mietshauszeile einer Wohnanlage | Erich-Thiele-Straße 37; 39; 39a; 41; 43 (Karte)                                  | 1907–1909 (Mehrfamilienwohnhaus)                                     | Putzfassade, Teil des Siedlungskomplexes der Eisenbahnersiedlung, baugeschichtlich und sozialgeschichtlich von Bedeutung | 09259200 |
| Direkt Bild zu diesem Denkmal hochladen | Schulgebäude und Turnhalle | Gartenwinkel 30 (Karte)                                                          | 1907–1909 (Schule)                                                   | Putzfassade, Eingang als Portal gestaltet, Reformstil-Architektur, baugeschichtlich und ortsgeschichtlich von Bedeutung | 09259176 |
| Direkt Bild zu diesem Denkmal hochladen | Mietshaus in offener Bebauung mit Vorgarten | Gartenwinkel 39 (Karte)                                                          | um 1910 (Mietshaus)                                                  | Putzfassade, Seitenrisalit mit Dreiecksgiebel, Gebäude von straßenbildprägendem Charakter, Reformstil-Architektur, baugeschichtlich von Bedeutung | 09259177 |
| Weitere Bilder                          | Villa mit Garten | Gustav-Adolf-Allee 55 (Karte)                                                    | bezeichnet 1900 (Villa)                                              | Putzfassade mit Ziegelgliederung, Fachwerkerker und -giebel, herrschaftliche Villa, erbaut für den Fabrikdirektor Robert Andrich, Inhaber der Pyrotechnischen Fabrik Julius Kratze Nachfolger in Lindenthal bei Leipzig, ortshistorisch und baugeschichtlich von Bedeutung | 09259123 |
| Direkt Bild zu diesem Denkmal hochladen | Villa mit Garten | Gustav-Adolf-Allee 57 (Karte)                                                    | um 1900 (Villa)                                                      | Putzfassade, Fachwerkgiebel, Fenstergewände aus Sandstein, repräsentative Villa, Bestandteil der Pyrotechnischen Fabrik Julius Kratze Nachfolger in Lindenthal bei Leipzig, ortshistorisch und baugeschichtlich von Bedeutung | 09259122 |
| Direkt Bild zu diesem Denkmal hochladen | Einzeldenkmal der Sachgesamtheit Eisenbahnersiedlung Lindenthal (Obj. 09300244): Mietshauszeile einer Wohnanlage | Karl-Mannsfeld-Straße 1; 2; 3; 4; 5; 6 (Karte)                                   | um 1920 (Mehrfamilienwohnhaus)                                       | Putzfassade, Teil der Eisenbahnersiedlung, baugeschichtlich und sozialgeschichtlich von Bedeutung | 09259190 |
| Direkt Bild zu diesem Denkmal hochladen | Einzeldenkmal der Sachgesamtheit Eisenbahnersiedlung Lindenthal (Obj. 09300244): Kinderheim der Eisenbahnersiedlung Lindenthal | Karl-Mannsfeld-Straße 7 (Karte)                                                  | 1930–1931 (Kindergarten)                                             | Putzfassade, Ausstattung teilweise erhalten, Dokument der Bau- und Sozialgeschichte, von Wert für die Ortsgeschichte und die Volksbildung Am 16. Juli 1930 ersuchte die Baugenossenschaft für die Eisenbahnbeamten und Arbeiter in Wahren eGmbH die Genehmigungsbehörde, „an die im Jahre 1919 erbauten Sechsfamilienhäuser ein Kinderheim anzubauen“. Bereits 1914 war ein solches Gebäude geplant jedoch nie ausgeführt worden, der Kindergarten in der Pitschkestraße 2 genügte nun keinesfalls mehr den räumlichen und hygienischen Anforderungen. Die Umsetzung des Vorhabens übernahm Baumeister Arthur Weißbach nach Plänen der Siedlungsgesellschaft Mitteldeutschland GmbH Halle/Saale (im August 1931 fertiggestellt). Finanziert wurde das mit 80.000 RM veranschlagte Vorhaben je zur Hälfte aus Geschäftsanteilen der Genossenschaft und ein erststelliges Darlehen der Reichsbahn-Arbeiterpensionskasse I Berlin. Zunächst schließt sich an die Wohnhausgruppe in der damaligen Weststraße ein zweigeschossiger Baukörper mit dem Zugang von der Straße und in den Garten/Spielplatzbereich einschließlich Treppenhaus sowie zwei Räumen und einer Küche im Obergeschoss an. Im Erdgeschoss Flur und ein Ruheraum. Die eigentlichen Kinderräume liegen als ein bemerkenswerter Saalbau zur Straßenecke hin – dieser wird durch große hochrechteckige Fenster sehr großzügig belichtet. Innen ermöglicht eine Harmonika-Trennwand die Unterteilung des Raumes, der nach Osten hin eine auch am Außenbau gestalterisch wirkende Apsis besitzt. Im Keller befanden sich Funktionsräume (unter anderem Heizung) sowie acht Wannenbäder für die Einwohner der Siedlung. Eine Terrasse mit Pergola bzw. Vordach sowie breiter Treppe entstand zur rückwärtigen Freifläche hin. 2006 noch leer stehend, später als Kindertagesstätte „Kleine Sternchen“ der Volkssolidarität wiedereröffnet, die Ausstattung war zum Zeitpunkt der Erfassung weitgehend erhalten. Über Klinkersockel ist das Haus verputzt, die straßenseitige Hauseingangstür durch eine Rahmung aus rötlich eingefärbtem Betongussstein hervorgehoben. Das Gebäude in Ecklage zur Wilhelm-Pfennig-Straße zeigt nicht nur die gelungene Umsetzung der gestellten Bauaufgabe, sondern verdeutlicht insbesondere die soziale Verantwortung der Bauherrschaft und die Komplexität des Genossenschaftsgedankens, baugeschichtliche und sozialgeschichtliche Bedeutung. LfD/2006, 2018 | 09301593 |
| Direkt Bild zu diesem Denkmal hochladen | Einzeldenkmal der Sachgesamtheit Eisenbahnersiedlung Lindenthal (Obj. 09300244): Mietshauszeile einer Wohnanlage | Karl-Mannsfeld-Straße 8; 9; 10; 11; 12; 13 (Karte)                               | um 1920 (Mehrfamilienwohnhaus)                                       | Putzfassade, Teil der Eisenbahnersiedlung, baugeschichtlich und sozialgeschichtlich von Bedeutung | 09259194 |
| Direkt Bild zu diesem Denkmal hochladen | Einzeldenkmal der Sachgesamtheit Eisenbahnersiedlung Lindenthal (Obj. 09300244): Mietshaus einer Wohnanlage | Karl-Marx-Platz 2 (Karte)                                                        | 1907–1909 (Mehrfamilienwohnhaus)                                     | Putzfassade, Teil der Eisenbahnersiedlung, baugeschichtlich und sozialgeschichtlich von Bedeutung | 09259201 |
| Direkt Bild zu diesem Denkmal hochladen | Einzeldenkmal der Sachgesamtheit Eisenbahnersiedlung Lindenthal (Obj. 09300244): Mietshaus einer Wohnanlage | Karl-Marx-Platz 3 (Karte)                                                        | 1907–1909 (Mehrfamilienwohnhaus)                                     | Putzfassade, Teil der Eisenbahnersiedlung, baugeschichtlich und sozialgeschichtlich von Bedeutung | 09259202 |
| Direkt Bild zu diesem Denkmal hochladen | Einzeldenkmal der Sachgesamtheit Eisenbahnersiedlung Lindenthal (Obj. 09300244): Mietshauszeile einer Wohnanlage | Lewienstraße 2; 4; 6; 8; 10; 12 (Karte)                                          | 1907–1909 (Mehrfamilienwohnhaus)                                     | Putzfassade, Teil der Eisenbahnersiedlung, baugeschichtlich und sozialgeschichtlich von Bedeutung | 09259199 |
| Weitere Bilder                          | Apelstein Nr. 14 (V) | Lindenthaler Hauptstraße (Karte)                                                 | gesetzt 1862, später erneuert (Gedenkstein)                          | Gedenkstein zur Erinnerung an die Kämpfe der Völkerschlacht bei Leipzig 1813, Schlacht bei Möckern am 16. Oktober, 12.000 Soldaten unter dem russischen Generalleutnant St. Priest, geschichtlich von Bedeutung | 09259178 |
| Direkt Bild zu diesem Denkmal hochladen | Wohnhaus eines Bauernhofes, mit Vorgarten und Einfriedung | Lindenthaler Hauptstraße 3 (Karte)                                               | 1762 (Bauernhaus)                                                    | ortsbildprägendes Gebäude, Putzfassade, mit Krüppelwalmdach, Dendro 1762, Baugeschichts- und Dokumentationswert | 09259158 |
| Weitere Bilder                          | Wohnhaus und zwei Seitengebäude eines Bauernhofes sowie Vorgarten, Pflasterung der Hofzufahrt und Einfriedung | Lindenthaler Hauptstraße 7 (Karte)                                               | um 1885 (Bauernhaus)                                                 | Wohnhaus mit historisierender Putzfassade, Fenstergewände mit Konsölchen und Verdachung, Einfriedung eiserner Zaun, repräsentative straßenbildprägende Hofanlage, baugeschichtlich von Bedeutung | 09259160 |
| Weitere Bilder                          | Wohnhaus, zwei Seitengebäude, Scheune, Toreinfahrt und Vorgarten eines Dreiseithofes | Lindenthaler Hauptstraße 9 (Karte)                                               | 1. Hälfte 19. Jh. (Bauernhaus), um 1890 (Seitengebäude)              | Putzbauten, Seitengebäude mit verputztem Fachwerk-Obergeschoss, komplett erhaltene Hofanlage, baugeschichtlich von Bedeutung | 09259161 |
|                                         | Seitengebäude, Scheune und Rest der Toreinfahrt eines Dreiseithofes | Lindenthaler Hauptstraße 10 (Karte)                                              | 1885 (Scheune)                                                       | ehemals auch Wohnhaus (mit verputztem Fachwerk-Obergeschoss), Scheune verputzter Ziegelbau, ehemals komplett erhaltene Hofanlage, baugeschichtlich von Bedeutung | 09259153 |
| Weitere Bilder                          | Kirche (mit Ausstattung) sowie Kirchhof, drei Grabsteine an der Nordwand der Kirche und Brösigke-Grabstein als Säulengrabmal auf dem Kirchhof | Lindenthaler Hauptstraße 11 (Karte)                                              | 1721 (Kirche)                                                        | zudem Denkmal 1813 (siehe Objekt 09259164) und Denkmalanlage für die Gefallenen des Ersten Weltkrieges (siehe Objekt 092599163) auf dem Kirchhof, rechteckiges Schiff mit Walmdach, Westturm mit barocker Haube und Laterne, baugeschichtlich und ortsgeschichtlich von Bedeutung | 09259162 |
|                                         | Denkmal für die Gefallenen der Völkerschlacht bei Leipzig 1813 | Lindenthaler Hauptstraße 11 (bei) (Karte)                                        | 1913 (Denkmal)                                                       | geschichtlich von Bedeutung | 09259164 |
| Direkt Bild zu diesem Denkmal hochladen | Denkmal für die Gefallenen des Ersten Weltkrieges | Lindenthaler Hauptstraße 11 (bei) (Karte)                                        | 1926–1930 (Gefallenendenkmal)                                        | monumentale Anlage aus Granitgestein, Geschichts-, Erinnerungs- und Zeugniswert Hinter der Lindenthaler Kirche erhebt sich ein monumentales Ehrenmal zum Gedenken an die im 1. Weltkrieg als Soldaten gefallenen 88 Männer aus der Gemeinde Lindenthal. Zunächst war 1919 an den Bau einer Ehrenhalle auf dem örtlichen Friedhof gedacht, jedoch erst 1926 bündelten die an einer Erinnerungsstätte interessierten Vereine im Ort ihre Kräfte und gründeten einen Denkmalausschuß. Federführend agierte der Militärverein im Bemühen, wenigstens ein Kriegerdenkmal auf dem alten Friedhof an der Kirche zu errichten. Die eingeworbenen Mittel bezeugen ein umfängliches Spendenaufkommen – am 25. Mai 1930 konnte das Denkmal eingeweiht und der Obhut der Kirchgemeinde übergeben werden. Für den Entwurf des aus Beuchaer Granit bestehenden Denkmals wurde Architekt und Diplom-Ingenieur R. Jansen gewonnen werden. Ein beidseits mit Einschriften versehener kräftiger Querbalken liegt auf drei mächtigen Granitpfeilern, in welche auf sechs Feldern die Namen der Gefallenen geschlagen sind. Über dem Balken trägt ein kreuzförmiger Abschlussstein auf beiden Frontseiten die Jahreszahlen 1914–1918. Über sechs Meter breit und gut fünf Meter in der Höhe messend beherrscht das Denkmal, eingebettet in eine Freiraumgestaltung mit Rasenkanten und Sitzbänken, den zur Straße Gartenwinkel und zur Neuen Schule liegenden rückwärtigen Grünbereich des Kirchhofes. Eine Renovierung fand wohl bereits 1937/1938 statt, eine Säuberung des Denkmals anlässlich der 100. Wiederkehr des Kriegsendes 2018. Auf einem Teil des ehemaligen Kirchhofgeländes steht heute die Kindertagesstätte „Am Kirchgarten“ (Gartenwinkel 31). Für das Gedenk- und Mahnmal besteht ein ortsgeschichtlicher Wert. LfD/2018, 2019 | 09259163 |
|                                         | Ehemaliges Kantorat (Nr. 13), mit Anbau (Nr. 15) | Lindenthaler Hauptstraße 13; 15 (Karte)                                          | um 1840 (Kantorat), um 1870 (Wohnhaus)                               | Kantorat mit Lehmerdgeschoss und Obergeschoss als verputzte Fachwerkkonstruktion, Krüppelwalmdach, befindet sich in unmittelbarer Nähe der Kirche und der Alten Schule, Anbau um 1870 als Ziegelbau mit eigenem Treppenhaus, als Wohnhaus, Schule und Girokasse genutzt, baugeschichtlich und ortsgeschichtlich von Bedeutung | 09259165 |
| Weitere Bilder                          | Wohnhaus, Seitengebäude und Scheune eines Dreiseithofes sowie Toranlage, Vorgarten und Einfriedung | Lindenthaler Hauptstraße 14 (Karte)                                              | 1. Hälfte 19. Jh. (Bauernhaus), bezeichnet 1889 (Scheune)            | Wohnhaus Obergeschoss Fachwerk, Seitengebäude und Scheune Ziegelbauten, gut erhaltener Bauernhof des 19. Jahrhunderts, baugeschichtlich von Bedeutung | 09259151 |
|                                         | Wohnhaus, Seitengebäude, Hofeinfahrt und Vorgarten eines ehemaligen Dreiseithofes | Lindenthaler Hauptstraße 16 (Karte)                                              | 19. Jh. (Bauernhaus)                                                 | Wohnhaus mit Putzfassade und Krüppelwalmdach, eingeschossiges Seitengebäude, Bestandteil der ursprünglichen Ortskernbebauung, baugeschichtlich von Bedeutung | 09259150 |
|                                         | Ehemalige Schule, mit Vorgarten | Lindenthaler Hauptstraße 17 (Karte)                                              | 1876–1877 (Schule)                                                   | zeittypische Putzfassade, Teil der historischen Ortskernbebauung, ortsgeschichtlich von Bedeutung | 09259141 |
| Weitere Bilder                          | Wohnhaus, zwei Seitengebäude, Seitengebäude mit Taubenhaus, Scheune und Vorgarten eines Bauernhofes sowie Hofpflasterung und Pflasterung der Zufahrt | Lindenthaler Hauptstraße 19 (Karte)                                              | um 1910 (Bauernhaus), um 1890 (Seitengebäude)                        | Wohnhaus Putzbau im Reformstil, ältere Seitengebäude in Ziegelbauweise, ortsbildprägende Hofanlage, baugeschichtlich von Bedeutung | 09259166 |
| Weitere Bilder                          | Wohnhaus und Seitengebäude eines Bauernhofes, mit Vorgarten, Einfriedung, Toreinfahrt sowie Pflasterung der Zufahrt und des Hofes | Lindenthaler Hauptstraße 20 (Karte)                                              | Ende 19. Jh. (Bauernhaus)                                            | weitgehend vollständig erhaltene Hofanlage, baugeschichtlich von Bedeutung | 09259148 |
| Direkt Bild zu diesem Denkmal hochladen | Scheune, Vorgarten und Hofpflasterung eines Bauernhofes | Lindenthaler Hauptstraße 21; 21a (Karte)                                         | bezeichnet 1888 (Scheune)                                            | Ziegelbau, wissenschaftlich-dokumentarischer Wert | 09259167 |
|                                         | Wohnhaus, Seitengebäude (Auszugshaus mit Stall), Pflaster sowie Vorgarten und Toreinfahrt eines Dreiseithofes | Lindenthaler Hauptstraße 22 (Karte)                                              | um 1810 (Bauernhaus), 1879 (Auszugshaus), um 1840 (Stall)            | Seitengebäude Lehmbau, weitgehend erhaltene Hofanlage im alten Ortskern, baugeschichtlich von Bedeutung Als prägendes Gehöft in gewichtiger ortsgestaltender Lage nimmt Nummer 22 eine besondere Stellung im Straßendorf Lindenthal ein. Genau gegenüber liegt die „Neue Schule“, hinter der sich die ältere Dorfschule und das Kantorat befinden, überragt von Turm und Kirchenschiff der Kirche. Wohl um 1820 entstand das rechte zweigeschossige Wohnhaus des Dreiseithofes als Lehmwellerbau, mit Satteldach, Putzfassade und einem späteren Anbau an der Traufseite von 1935, der 1939 nochmals verändert bzw. vergrößert wurde. Maurermeister Gustav Telitz aus Lindenthal war 1939 hierfür verantwortlich. Das ebenfalls giebelständige, kleinere Gebäude an der linken Grundstücksgrenze gelangte Mitte Mai des Jahres 1879 zur Schlussprüfung, als Auszugshaus im Auftrag des Gutsbesitzers Friedrich Wilhelm Hanke. Der Massivlehmbau ist eingeschossig, besitzt ein ausgebautes Dachgeschoss, eine Putzfassade, ein mit Ziegeln gedecktes Krüppelwalmdach. Rückwärts befindet sich ein vor 1881 – vermutlich um 1840 – erbautes Stallgebäude, ebenfalls aus verputztem Lehmmauerwerk. Für die 1881 erbaute rückwärtige neue Scheune und den rechtsseitigen Stall ist der Maurermeister J. Schichtholz als Zeichner und Ausführender namhaft. Hierfür wurde die alte Scheune abgetragen und die gartenseitige Flucht der Hofbebauung etwas nach hinten verschoben. Für das Stallgebäude war eine Schieferdeckung vorgesehen, ein größerer Umbau fällt in den Zeitraum 1928–1930. Zunächst war nur eine Notwohnung genehmigt für den Schwiegersohn und Handelsvertreter Walter König, der bis dato Verwalter des Breitenfelder Rittergutes war. Von 1935 datiert der Antrag auf Teilung dieser Wohnung. Die Hofanlage blieb im Krieg unbeschädigt und in recht gutem Erhaltungszustand. Vom 8. Juni 1993 datiert die Auftragserteilung zum Teilabbruch von Giebel und Hauptdach des Scheunengebäudes. Eine historische straßenseitige Einfriedung ist nicht überkommen, wohl aber die für Lindenthal großzügigen Vorgärten, die Hofpflasterung und die hinter den Scheunenresten liegenden Wiesen- und Ackerflächen. Für die Gebäude in Lehmwellertechnik besteht ein hervorgehobener baugeschichtlicher Wert, die Hofanlage insgesamt ist in ihrer Struktur bedeutsam für die Ortsmitte des Straßendorfes Lindenthal. LfD/2019 | 09259147 |
|                                         | Wohnhaus und Vorgarten eines Bauernhofes | Lindenthaler Hauptstraße 23 (Karte)                                              | um 1890 (Bauernhaus)                                                 | einfach gegliederte Putzfassade, traufständig zur Straße, Gebäude der alten Ortskernbebauung, baugeschichtlich von Bedeutung | 09259168 |
| Weitere Bilder                          | Wohnhaus, Seitengebäude, Toranlage und Vorgarten eines Dreiseithofes | Lindenthaler Hauptstraße 24 (Karte)                                              | um 1830 (Bauernhaus), 1877 (Seitengebäude)                           | Wohnhaus mit Putzfassade und Krüppelwalmdach, Teil der historischen Ortskernbebauung und somit ortbildcharakterisierend, baugeschichtlich das Wohnhaus als Lehmwellerbau um 1830 von Seltenheitswert Wohl in der ersten Hälfte des 19. Jahrhunderts entstanden die Gebäude des zur Dorfstraße geöffneten, auf schmalem längsrechteckigem Grundriss liegenden Dreiseithofes. Die Bauakte setzt mit dem Bauantrag für einen Wagenschuppen im Juli 1868 ein: Zimmermeister Schichtholz wurde von Gutsbesitzer Johann Friedrich Lutze unter Vertrag genommen. Selbiger Bauherr ließ 1877 und 1880 von Maurermeister C. G. Kühn Stallgebäude an gleicher Stelle der alten errichten. Im Jahr 1904 wurde die Stallscheune neu ausgeführt. 1923 wird ein Gutsbesitzer und Erbhofbauer Fritz Arthur Max Lutze genannt, 1994 erfolgt der Umbau der Scheune zu Wohnraum unter Frank Lutze. Das denkmalgeschützte Bauernhaus mit massivem Erdgeschoss in Lehmwellertechnik sowie Fachwerk im Obergeschoss, Teilabbruch und Umbau 2011 vorgesehen. Ortsteilgeschichtliche Bedeutung und Zeugniswert für die bauliche Entwicklung des Ortes in nachnapoleonischer Zeit, ortsbildprägend für das Erscheinungsbild der Ortskernbebauung sowie aufgrund der Bauweise besonderer wissenschaftlich-dokumentarischer Wert, Seltenheitswert. LfD/2010/2016 | 09259146 |
|                                         | Wohnhaus, Seitengebäude, Scheune, Toranlage und Vorgarten eines Bauernhofes | Lindenthaler Hauptstraße 26 (Karte)                                              | 19. Jh. (Bauernhaus)                                                 | Wohnhaus mit Putzfassade und Krüppelwalmdach, Seitengebäude zum Teil Klinkerfassade, komplett erhaltene Hofanlage, baugeschichtlich von Bedeutung | 09259145 |
|                                         | Wohnhaus und Seitengebäude eines Bauernhofes, mit Hofpflasterung, Pflasterung der Zufahrt, Resten der Einfriedung und Vorgarten | Lindenthaler Hauptstraße 27 (Karte)                                              | um 1890 (Bauernhaus)                                                 | Gebäude mit Ziegelfassade, ortsbildprägende Hofanlage, Dokumentationswert, baugeschichtlich von Bedeutung | 09259170 |
|                                         | Seitengebäude und Scheune eines Dreiseithofes | Lindenthaler Hauptstraße 28 (Karte)                                              | Ende 19. Jh. (Seitengebäude)                                         | Putzfassade, erhaltene Teile einer Hofanlage, baugeschichtlich von Bedeutung | 09259144 |
| Direkt Bild zu diesem Denkmal hochladen | Villa Arndt (Bauwerksname), Wohnhaus (Villa), Seitengebäude, zwei Vorgärten, Pflaster der Zufahrt und Toreinfahrt eines Bauernhofes | Lindenthaler Hauptstraße 30 (Karte)                                              | bezeichnet 1908 (Villa)                                              | historisierende Putzfassade, profilierte Fenstergewände, Eingangsportal mit Wappen, herrschaftliches Gebäude der Jahrhundertwende um 1900, baugeschichtlich und ortsentwicklungsgeschichtlich von Bedeutung | 09259143 |
|                                         | Wohnhaus eines Bauernhofes | Lindenthaler Hauptstraße 40 (Karte)                                              | um 1860 (Bauernhaus)                                                 | Putzfassade, Giebel mit Holz verkleidet, Teil der ursprünglichen Ortsbebauung, baugeschichtlich von Bedeutung | 09259142 |
| Direkt Bild zu diesem Denkmal hochladen | Wohnhaus, Seitengebäude, Scheune und Vorgarten eines Bauernhofes | Lindenthaler Hauptstraße 43 (Karte)                                              | um 1870 (Bauernhaus)                                                 | Wohnhaus mit Satteldach, ortsbildprägende Hofanlage, baugeschichtlich von Bedeutung | 09259171 |
| Direkt Bild zu diesem Denkmal hochladen | Wohnhaus eines Bauernhofes | Lindenthaler Hauptstraße 49 (Karte)                                              | 19. Jh. (Bauernhaus)                                                 | eingeschossiges Gebäude mit Krüppelwalmdach, Kleinbauernhof, Teil der historischen Ortskernbebauung, in Lehmbauweise, sozialgeschichtlich von Bedeutung | 09259173 |
| Weitere Bilder                          | Wohnhaus eines Bauernhofes | Lindenthaler Hauptstraße 51 (Karte)                                              | 1. Hälfte 19. Jh. (Wohnhaus)                                         | Putzfassade, giebelständig zur Straße, Kleinbauernhof, Gebäude im Dorfkern, Bestandteil der alten Dorfstruktur, baugeschichtlich von Bedeutung | 09259174 |
| Direkt Bild zu diesem Denkmal hochladen | Doppelmietshaus in halboffener Bebauung mit Postamt sowie Vorgarten | Lindenthaler Hauptstraße 73; 75 (Karte)                                          | 1914 (Doppelmietshaus)                                               | zeittypische Putzfassade mit Pilastern, ortsbildprägendes Gebäude, im Reformstil, baugeschichtlich und ortshistorisch von Bedeutung | 09259137 |
| Direkt Bild zu diesem Denkmal hochladen | Villa | Lindenthaler Hauptstraße 118 (Karte)                                             | um 1900 (Villa)                                                      | Putzfassade mit Fachwerkelementen, Treppenturm, Gestaltung in Anlehnung an den Heimatstil, baugeschichtlich von Bedeutung | 09259128 |
| Direkt Bild zu diesem Denkmal hochladen | Mietshaus in offener Bebauung in Ecklage, ehemals mit Gaststätte, und Vorgarten | Lindenthaler Hauptstraße 138 (Karte)                                             | um 1910 (Mietshaus)                                                  | Putzfassade, ortsbildprägendes Gebäude, ortshistorisches Dokument der vorstädtischen Entwicklung, Reformstil-Architektur | 09259127 |
| Direkt Bild zu diesem Denkmal hochladen | Villa, mit Vorgarten | Lindenthaler Hauptstraße 140 (Karte)                                             | Ende 19. Jh. (Villa)                                                 | Putzfassade mit Klinkergliederung, straßenbildprägendes Gebäude, baugeschichtlich von Bedeutung | 09259126 |
| Direkt Bild zu diesem Denkmal hochladen | Bauer-Gedenkstein: Gedenkstein | Louise-Otto-Peters-Allee (Karte)                                                 | nach 1911 (Gedenkstein)                                              | Erinnerungsmal zum Tode des Hofmeisters Hermann Bauer, ortsgeschichtlich von Bedeutung | 09259149 |
| Direkt Bild zu diesem Denkmal hochladen | Einzeldenkmal der Sachgesamtheit Eisenbahnersiedlung Lindenthal (Obj. 09300244): Mehrfamilienhaus einer Wohnanlage und Vorgarten | Nagelstraße 1 (Karte)                                                            | 1924–1929 (Mehrfamilienwohnhaus)                                     | zeittypische Putzfassade, in geschlossener Straßenzeile erhalten, baugeschichtlich und sozialgeschichtlich von Bedeutung | 09306903 |
| Direkt Bild zu diesem Denkmal hochladen | Einzeldenkmal der Sachgesamtheit Eisenbahnersiedlung Lindenthal (Obj. 09300244): Mehrfamilienhäuser einer Wohnanlage und Vorgärten | Nagelstraße 3; 5; 7; 9 (Karte)                                                   | 1927–1928 (Nummer 5/7/9), 1936 (Nummer 3)                            | zeittypische Putzfassade, in geschlossener Straßenzeile erhalten, baugeschichtlich und sozialgeschichtlich von Bedeutung | 09306904 |
| Direkt Bild zu diesem Denkmal hochladen | Herrenhaus, Orangerie und Gutspark eines ehemaligen Rittergutes | Parkring 3 (Karte)                                                               | 1893 (Herrenhaus)                                                    | alte Ortslage Breitenfeld, Putzfassade, repräsentative Anlage, von ortsgeschichtlicher Bedeutung | 09259120 |
| Direkt Bild zu diesem Denkmal hochladen | Einzeldenkmal der Sachgesamtheit Eisenbahnersiedlung Lindenthal (Obj. 09300244): Mietshauszeile einer Wohnanlage | Pitschkestraße 1; 3; 5; 7; 9; 11; 13; 15; 17; 19 (Karte)                         | um 1920 (Mehrfamilienwohnhaus)                                       | Putzfassade, Teil der Eisenbahnersiedlung, baugeschichtlich und sozialgeschichtlich von Bedeutung | 09259189 |
| Direkt Bild zu diesem Denkmal hochladen | Einzeldenkmal der Sachgesamtheit Eisenbahnersiedlung Lindenthal (Obj. 09300244): Mietshaus einer Wohnanlage | Pitschkestraße 2 (Karte)                                                         | 1907–1909 (Mehrfamilienwohnhaus)                                     | Putzfassade, Teil der Eisenbahnersiedlung, baugeschichtlich und sozialgeschichtlich von Bedeutung | 09259185 |
| Direkt Bild zu diesem Denkmal hochladen | Einzeldenkmal der Sachgesamtheit Eisenbahnersiedlung Lindenthal (Obj. 09300244): Doppelmietshaus einer Wohnanlage | Pitschkestraße 4; 6 (Karte)                                                      | um 1915 (Doppelwohnhaus)                                             | Putzfassade, Teil der Eisenbahnersiedlung, baugeschichtlich und sozialgeschichtlich von Bedeutung | 09259186 |
| Direkt Bild zu diesem Denkmal hochladen | Einzeldenkmal der Sachgesamtheit Eisenbahnersiedlung Lindenthal (Obj. 09300244): Doppelmietshaus einer Wohnanlage | Pitschkestraße 8; 10 (Karte)                                                     | um 1915 (Doppelwohnhaus)                                             | Putzfassade, Teil der Eisenbahnersiedlung, baugeschichtlich und sozialgeschichtlich von Bedeutung | 09259187 |
| Direkt Bild zu diesem Denkmal hochladen | Einzeldenkmal der Sachgesamtheit Eisenbahnersiedlung Lindenthal (Obj. 09300244): Doppelmietshaus einer Wohnanlage | Pitschkestraße 12; 14 (Karte)                                                    | um 1915 (Doppelwohnhaus)                                             | Putzfassade, Teil der Eisenbahnersiedlung, baugeschichtlich und sozialgeschichtlich von Bedeutung | 09259188 |
| Direkt Bild zu diesem Denkmal hochladen | Einzeldenkmal der Sachgesamtheit Eisenbahnersiedlung Lindenthal (Obj. 09300244): Doppelmietshaus einer Wohnanlage | Rosestraße 5; 7 (Karte)                                                          | 1907–1909 (Doppelwohnhaus)                                           | Putzfassade, Teil der Eisenbahnersiedlung, baugeschichtlich und sozialgeschichtlich von Bedeutung | 09259182 |
| Direkt Bild zu diesem Denkmal hochladen | Einzeldenkmal der Sachgesamtheit Eisenbahnersiedlung Lindenthal (Obj. 09300244): Mietshaus einer Wohnanlage | Rosestraße 9 (Karte)                                                             | 1908–1909 (Mehrfamilienwohnhaus)                                     | Putzfassade, Teil der Eisenbahnersiedlung, baugeschichtlich und sozialgeschichtlich von Bedeutung Wiederum waren Bauinspektor und Regierungsbaumeister Lubowski mit seinem Büro für Architektur sowie die Baugenossenschaft für die Eisenbahnbeamten und Arbeiter in Wahren eGmbH am Wohnhausneubau beteiligt: im September 1908 kam der Bauantrag zur Einreichung, die Anzeige der Fertigstellung fast auf den Tag zwölf Monate später. Zeitgleich entstand ein heute nicht mehr vorhandenes Centralheizungs- und Waschküchengebäude, in den Unterlagen als „Urbangebäude“ benannt. Tekturen tragen die Jahreszahl 1909. Großer Wert wurde zudem (1908) auf die Gestaltung einer der Architektur der Wohngebäude adäquaten Einfriedung gelegt. Das Wohngebäude entstand in Ecklage mit drei Wohnungen in den oberen Stockwerken, mit einem Laden bzw. Ladenwohnung nebst einer Normalwohnung im Parterre. Alle Wohnungen besaßen innenliegend ein Bad mit Klosett. In halboffener Bebauung zeigt sich der Dreigeschosser in wirkungsvoller Ecklage mit vorgelagerter Rasenfläche zur Rosestraße, einer hellen Putzfassade im reizvollen Kontrast zum dunklen Sichtklinkersockel und den roten Ziegeldächern. Der erweiterte Fußwegbereich mit Mosaikpflasterung an der Ecke unterstreicht die Lage des Geschäftes, dessen Fenster zur Rosestraße heute vermauert ist. Auffallend ist aber die große ungegliederte Putzfläche an dieser Stelle der Fassade. Beinahe schmucklos, reizen die zwei Schaufronten an den Straßen mit zwei Zwerchhäusern, Risaliten, einem Dachaufsatz an der Ecke in Sichtfachwerk. Offenliegender Wermutstropfen der Sanierung sind die nicht mehr originalen Fenster, insbesondere aber die verstörende Ladentür und das unpassende Schaufenster. Jahrzehntelang markierte eine Litfaßsäule den Eckbereich vor dem Haus. Für das Haus ist ein baugeschichtlicher Wert zu reklamieren. LfD/2018, 2019 | 09306727 |
| Direkt Bild zu diesem Denkmal hochladen | Einzeldenkmal der Sachgesamtheit Eisenbahnersiedlung Lindenthal (Obj. 09300244): Mietshaus einer Wohnanlage | Rosestraße 11 (Karte)                                                            | 1908 (Mehrfamilienwohnhaus)                                          | Putzfassade, Teil der Eisenbahnersiedlung, baugeschichtlich und sozialgeschichtlich von Bedeutung | 09300237 |
| Direkt Bild zu diesem Denkmal hochladen | Einzeldenkmal der Sachgesamtheit Eisenbahnersiedlung Lindenthal (Obj. 09300244): Doppelmietshaus einer Wohnanlage | Rosestraße 13; 15 (Karte)                                                        | 1908–1909 (Doppelmietshaus)                                          | Putzfassade, Teil der Eisenbahnersiedlung, baugeschichtlich und sozialgeschichtlich von Bedeutung Freistehend mit recht weitem Abstand zu den Nachbarhäusern erhebt sich der Dreigeschosser als eines von drei im November 1908 genehmigten Doppelwohngebäuden der Baugenossenschaft für die Eisenbahnbeamten und Arbeiter in Wahren (Sachsen) eGmbH. Für Entwurf und Bauleitung unterzeichnete Bauinspector Lubowski aus Leipzig-Gohlis. Mitte Juni 1909 erfolgten Grund- und Rohbauprüfung, ein halbes Jahr später die Ausstellung des Bebauungszeugnisses. Jedes Haus war als Zweispänner konzipiert, mit außerhalb der Wohnungen liegenden Privets. Vom Sommer 1945 datiert der Antrag für Wiederaufbau- und Wiederinstandsetzungsarbeiten, in den Jahren 2009/2010 die Stellung neuer Balkonanlagen am bereits sanierten Gebäude. Schwach treten zwei Seitenrisalite vor, konstrastieren ein dunkler Ziegelsockel und ein mit roten Ziegeln gedecktes Dach mit dem hellen Fassadenverputz. Prägend sind drei Zwerchhäuser und Sichtfachwerk im 2. Obergeschoss, dem Haus ist eine Rasenfläche vorgelagert. Hofseitig treten die Treppenhausrisalite kräftig vor die verputzte Rückfront. Der Innenbereich der genossenschaftlichen Mietshausbebauung ist von Mietergärten geprägt. Als Zeugnis sozialen Wohnungsbaus besitzt das Haus einen baugeschichtlichen Wert. LfD/2018, 2019 | 09259197 |
| Direkt Bild zu diesem Denkmal hochladen | Einzeldenkmal der Sachgesamtheit Eisenbahnersiedlung Lindenthal (Obj. 09300244): Mietshauszeile einer Wohnanlage | Rosestraße 14; 16; 18; 20; 22; 24; 26 (Karte)                                    | um 1915 (Mehrfamilienwohnhaus)                                       | Putzfassade, Teil der Eisenbahnersiedlung, baugeschichtlich und sozialgeschichtlich von Bedeutung | 09259183 |
| Direkt Bild zu diesem Denkmal hochladen | Einzeldenkmal der Sachgesamtheit Eisenbahnersiedlung Lindenthal (Obj. 09300244): Mietshaus einer Wohnanlage | Rosestraße 17 (Karte)                                                            | 1908 (Mehrfamilienwohnhaus)                                          | Putzfassade, Teil der Eisenbahnersiedlung, baugeschichtlich und sozialgeschichtlich von Bedeutung | 09259198 |
| Direkt Bild zu diesem Denkmal hochladen | Einzeldenkmal der Sachgesamtheit Eisenbahnersiedlung Lindenthal (Obj. 09300244): Mietshauszeile einer Wohnanlage | Rudolf-Breitscheid-Straße 1; 3; 3a; 5; 7 (Karte)                                 | 1907–1909 (Mehrfamilienwohnhaus)                                     | Putzfassade, Teil der Eisenbahnersiedlung, baugeschichtlich und sozialgeschichtlich von Bedeutung | 09259203 |
| Direkt Bild zu diesem Denkmal hochladen | Einzeldenkmal der Sachgesamtheit Eisenbahnersiedlung Lindenthal (Obj. 09300244): Mietshauszeile einer Wohnanlage | Rudolf-Breitscheid-Straße 6; 8; 10; 12 (Karte)                                   | 1907–1909 (Mehrfamilienwohnhaus)                                     | Putzfassade, Teil der Eisenbahnersiedlung, baugeschichtlich und sozialgeschichtlich von Bedeutung | 09259181 |
| Direkt Bild zu diesem Denkmal hochladen | Einzeldenkmal der Sachgesamtheit Eisenbahnersiedlung Lindenthal (Obj. 09300244): Mietshauszeile einer Wohnanlage | Rudolf-Breitscheid-Straße 14; 16; 18; 20; 22 (Karte)                             | 1907–1909 (Mehrfamilienwohnhaus)                                     | Putzfassade, Teil der Eisenbahnersiedlung, baugeschichtlich und sozialgeschichtlich von Bedeutung | 09259184 |
| Weitere Bilder                          | Apelstein Nr. 16 (V) | Salzstraße (Karte)                                                               | bezeichnet 1863, errichtet 1862 (Gedenkstein)                        | Gedenkstein zur Erinnerung an die Kämpfe der Völkerschlacht bei Leipzig 1813, 18.500 Mann unter dem russischen General Graf Langeron um Wiederitzsch, geschichtlich von Bedeutung | 09259136 |
| Direkt Bild zu diesem Denkmal hochladen | Friedhof mit Friedhofskapelle, Grabmale, Einfriedung und gärtnerische Friedhofsgestaltung | Salzstraße 2 (Karte)                                                             | 1902–1905 (Friedhofskapelle)                                         | Kapelle mit Ziegelfassade, Friedhof mit Jugendstilgrabstätten, Rotdornallee 2004 neu aufgepflanzt, baugeschichtlich und ortsgeschichtlich von Bedeutung | 09259121 |
|                                         | Gedenkstätte für die Opfer des Faschismus, mit Ehrenhain | Straße der 53 (Karte)                                                            | 1960 (Mahn- und Gedenkstätte Sowjetbürger)                           | zur Erinnerung an die 53 am 12. April 1945 ermordeten Häftlinge des Leipziger Polizeigefängnisses (7 Tschechen, 23 oder 24 Russen, 7 Polen, ein Franzose, der deutsche Kaufmann Alfred Kästner, Paul Küstner, Margarethe Bothe, 4 Unbekannte), Begräbnisort der ausländischen Opfer, geschichtlich von Bedeutung | 09259169 |
| Weitere Bilder                          | Apelstein Nr. 18 (V) | Weststraße (Karte)                                                               | bezeichnet 1863, errichtet 1862 (Gedenkstein)                        | Gedenkstein zur Erinnerung an die Kämpfe der Völkerschlacht bei Leipzig 1813, 9.000 Russen unter General von Sacken im Gefecht mit Franzosen unter General Compans, geschichtlich von Bedeutung, umgesetzt um 1950 aus Bahnhofstraße | 09259172 |
| Direkt Bild zu diesem Denkmal hochladen | Einzeldenkmal der Sachgesamtheit Eisenbahnersiedlung Lindenthal (Obj. 09300244): Mietshaus einer Wohnanlage | Weststraße 2 (Karte)                                                             | 1907–1909 (Mehrfamilienwohnhaus)                                     | Putzfassade, Teil der Eisenbahnersiedlung, baugeschichtlich und sozialgeschichtlich von Bedeutung | 09259195 |
| Direkt Bild zu diesem Denkmal hochladen | Einzeldenkmal der Sachgesamtheit Eisenbahnersiedlung Lindenthal (Obj. 09300244): Mietshauszeile einer Wohnanlage | Weststraße 4; 6; 8; 10; 12; 14 (Karte)                                           | um 1925 (Mehrfamilienwohnhaus)                                       | Putzfassade, Teil der Eisenbahnersiedlung, baugeschichtlich und sozialgeschichtlich von Bedeutung | 09259196 |
| Direkt Bild zu diesem Denkmal hochladen | Mietshaus in offener Bebauung, mit Vorgarten | Wiederitzscher Landstraße 104 (Karte)                                            | 1901 (Mietshaus), 1901 (Vorgarten)                                   | straßenraumprägendes Gebäude mit historistischer Klinkerfassade, baugeschichtlich bedeutsam als historisches Dokument der Verstädterungsphase in Lindenthal Das bzw. die Grundstücke Wiederitzscher Straße 8b (heute für das Hofgebäude auf Flurstück 145e unter Nummer 102) und 8 gehörten dem Lindenthaler Mühlenbesitzer Albert Barth. Im Jahr 1900 entstand eine Werkstatt (Dampftischlerei) nebst Lagerschuppen für den Mietinteressenten, den Tischlermeister Franz Reymann. Im Jahr darauf wurden ein Wohnhaus und ein kleines Waschgebäude errichtet – auch als Bauherr ist Reymann namhaft, obgleich Barth wohl weiterhin Eigentümer des Grundstücks blieb. Pro Etage gelangten zwei unterschiedlich große Wohnungen zur Einrichtung, eine Dachwohnung war baubehördlich unstatthaft. Ein neuerliches Gesuch 1933, neben einer Dachwohnung auch den Einbau eines Ladens betreffend, erfuhr keine Umsetzung. An den Kosten scheiterte 1936 der genehmigte Umbau der Trockenabortanlage in eine Wasserspülanlage, hier sind August Eschenhorn als Bauherr und Architekt W. Tönnigs für die Bauleitung genannt. 1910 erfolgte die Einrichtung einer Celluloid-Wäsche-Fabrik im rückwärtigen und am Communicationsweg gelegenen „Fabrikgebäude des Mühlenbesitzers Barth“ durch den Unternehmer Jope aus Leipzig-Gohlis, später als Firma Dauer-Wäsche Werke „Ariolin“ Arthur Jope. Im Verfahren ging es darum, Celluloid und Leinenstoff fest miteinander zu verbinden. 1933 ist die Fabrik geschlossen und in etwa dieser Zeit eine Grundstücksteilung vollzogen. Frau Lydia Schulze stellte 1935 Antrag auf Einfriedung des Grundstücks (nicht mehr vorhanden). Das Fabrikgebäude war in Nutzung durch Wäscherei und Plätterei Willy (oder Willi) Faupel, dessen Ehefrau das Geschäft nach Faupels Einberufung zum Heeresdienst 1940 weiterführte. Herrschaftlich wirkt die Straßenfront des hinter einem etwas breiteren Vorgarten stehenden Wohngebäudes, mit genuteter Parterrezone und durch Klinker verblendeten Obergeschossen. Zwei doppelachsige Seitenrisalite klammern die vier Achsen der Mittelzone und weisen neben dem Zahnschnitt-Kymation-Fries zudem Konsolen im Traufbereich vor. Die Fensterrahmungen der oberen Etagen sind mit Verdachungen, kleinen Stuckkonsolen und Giebelfüllungen dekoriert. Nicht allzu oft im Mietshausbau der Zeit sind Stuckdekorplatten unter die Fenster des Erdgeschosses gefügt. Das Hofgebäude besitzt keine Denkmaleigenschaft und ist stark verändert. Das Miethaus markiert eindrücklich mit den wenigen mehrgeschossigen Häusern der gegenüber liegenden Straßenseite die nun städtisch geprägte Ortserweiterung des Dorfes Lindenthal in Richtung Wiederitzsch (vgl. die Entwicklung aus Wiederitzscher Richtung an der damaligen Bahnhofstraße). Das Zeugnis späthistoristischer Architektur und Beleg der Ortserweiterung besitzt einen baugeschichtlichen Wert. LfD/2018, 2019 | 09259155 |
| Direkt Bild zu diesem Denkmal hochladen | Einzeldenkmal der Sachgesamtheit Eisenbahnersiedlung Lindenthal (Obj. 09300244): Mietshaus einer Wohnanlage | Wilhelm-Pfennig-Straße 60 (Karte)                                                | um 1915 (Mehrfamilienwohnhaus)                                       | Putzfassade, Teil der Eisenbahnersiedlung, baugeschichtlich und sozialgeschichtlich von Bedeutung | 09259191 |
| Direkt Bild zu diesem Denkmal hochladen | Einzeldenkmal der Sachgesamtheit Eisenbahnersiedlung Lindenthal (Obj. 09300244): Mietshauszeile einer Wohnanlage | Wilhelm-Pfennig-Straße 61; 63; 65; 67; 69; 71; 73 (Karte)                        | um 1915 (Mehrfamilienwohnhaus)                                       | Putzfassade, Teil der Eisenbahnersiedlung, baugeschichtlich und sozialgeschichtlich von Bedeutung | 09259193 |
| Direkt Bild zu diesem Denkmal hochladen | Einzeldenkmal der Sachgesamtheit Eisenbahnersiedlung Lindenthal (Obj. 09300244): Mietshauszeile einer Wohnanlage | Wilhelm-Pfennig-Straße 62; 64; 66; 68; 70; 72; 74 (Karte)                        | um 1915 (Mehrfamilienwohnhaus)                                       | Putzfassade, Teil der Eisenbahnersiedlung, baugeschichtlich und sozialgeschichtlich von Bedeutung | 09259192 |
| Direkt Bild zu diesem Denkmal hochladen | Ehemalige Schmiede | Zur Alten Schmiede 4 (Karte)                                                     | um 1890 (Schmiede)                                                   | alte Ortslage Breitenfeld, Putzfassade, Anbau mit Fachwerkdrempel, Teil der historischen Ortskernbebauung, ortsgeschichtlich von Bedeutung | 09259118 |

## Ehemalige Kulturdenkmale
| Bild                                    | Bezeichnung | Lage                          | Datierung               | Beschreibung                                                                             | ID       |
| --------------------------------------- | ----------- | ----------------------------- | ----------------------- | ---------------------------------------------------------------------------------------- | -------- |
| Direkt Bild zu diesem Denkmal hochladen | Wohnhaus    | An der Hufschmiede 27 (Karte) | um 1850 (Wohnhaus)      | Wohnhaus (Putzfassade), Dach mit Fledermausgaube; Teil der historischen Ortskernbebauung | 09259157 |
| Direkt Bild zu diesem Denkmal hochladen | Wohnhaus    | Parkring 5 (Karte)            | Ende 19. Jh. (Wohnhaus) | Wohnhaus (Putzfassade, giebelständig); Teil der ursprünglichen Ortsbebauung              | 09259125 |